# 道の駅三田貝分校
道の駅三田貝分校（みちのえき みたかいぶんこう）は、岩手県下閉伊郡岩泉町にある国道455号の道の駅である。

## 沿革
- 2007年（平成19年）
  - 8月 - 登録
  - 10月8日 - 門小学校三田貝分校跡地に、早坂トンネル開通と同時に開駅。

## 施設
- 駐車場
  - 普通車：31台
  - 大型車：8台
  - 身障者用：1台
- トイレ
  - 男：大 6器、小 2器
  - 女：10器
  - 身障者用：1器
- 公衆電話：2台
- 売店
- 軽食コーナー

### バス停留所
『道の駅三田貝分校』バス停
- JRバス東北
  - 早坂高原線

## 休館日
- 年中無休

## アクセス
- 国道455号（早坂峠道路）

## 周辺
- 三田貝川